# Ali Khamraïev
Ali Khamraev (ou Ali Irgashalievitch Khamraev) (ouzbek : Ali Hamroyev, russe : Али Иргашалиевич Хамраев), né le 19 mai 1937 à Tachkent, est un réalisateur et scénariste ouzbek.

## Biographie
En 1961, Ali Khamraev est diplômé de l'Institut national de la cinématographie (VGIK), où il a suivi le cours de Grigori Rochal. La même année, il tourne son premier film Petites histoires d'enfants qui.... En 1970, il devient membre du PCUS. Plusieurs films du réalisateur sont consacrés à la guerre civile russe, à la révolte basmatchi : Commissaire extraordinaire (1970), La septième balle (1972), Garde du corps (1979) réalisés dans le genre ostern.
Le film Je me souviens de toi (Ya tebya pomnyu), sorti en 1985, est consacré au père du réalisateur.
Le dernier film de Hamraev tourné en URSS était Le Jardin  des désirs (1987). L'année suivante, il part en Italie, pour travailler sur un projet sur Tamerlan. Cela s'est produit grâce au réalisateur Michelangelo Antonioni, que Khamraev a rencontré en 1976 lors de la visite du réalisateur italien à Tachkent. Bien que le projet n'ait pas abouti, Khamraev vit depuis en Italie, venant souvent à Moscou et en Ouzbékistan. En 1989, il fonde le studio de cinéma Samarkandfilm.
En 2004, il porte à l'écran le roman de Paulina Dachkova dans la série policière Une place au soleil où le premier rôle est tenu par Anastasia Volotchkova.
Ali Khamraev était un bon ami du réalisateur Tolomouch Okeev mort en 2001.

## Filmographie
- 1961 : Petites histoires des enfants, qui… (Маленькие истории о детях, которые…)
- 1962 : Salom, Bakhor (Салом, Бахор)
- 1963 : Aime-n'aime pas (Любит — не любит)
- 1964 : Où es-tu, ma Zoulfia ? (ru) (Где ты, моя Зульфия?)
- 1966 : Les Cigognes blanches, blanches (ru) (Белые, белые аисты)
- 1967 : Dilorom (Дилором)
- 1968 : Les Sables rouges (ru) (Красные пески, Krasnye peski)
- 1970 : Le Commissaire extraordinaire (ru) (Чрезвычайный комиссар, Chrezvychainyy komissar)
- 1971 : Sans peur (ru) (Без страха, Bez strakha) 91 min.
- 1972 : La Septième Balle (ru) (Седьмая пуля, Sedmaya pulya) 84 min.
- 1973 : L'Admirateur (Poklonnik, Поклонник)[3]
- 1975 : L'Homme suit les oiseaux (ru) (Человек уходит за птицами, Chelovek ukhodit za ptitsami) 87 min.
- 1976 : L'Exploit de Tachkent (Подвиг Ташкента,  Podvig Tashkenta)
- 1979 : Triptyque (Triptikh)[4] 76 min.
- 1979 : Le Garde du corps (Телохранитель, Telokhranitel) 91 min.
- 1983 : Un été chaud à Kaboul (ru) (Жаркое лето в Кабуле, Zharkoye leto v Kabule) 90 min.
- 1983 : Tirer quand on est en colère ne vaut pas la peine (Стрелять сгоряча не стоит)
- 1984 : La Fiancée de Vuadil (ru) (Невеста из Вуадиля, Nevesta iz Vuadilya)
- 1985 : Je me souviens de toi (Ya tebya pomnyu)
- 1987 : Le Jardin des désirs (ru) (Сад желаний, Sad zhelaniy)
- 1991 : Kto soumaschedchiï? (Кто сумасшедший?)
- 1998 : Bo Ba Bu' (Бо Ба Бу)
- 2004 : Une place au soleil (ru) (Место под солнцем) — série télévisée
- 2021 : Samarqandda qovun tarovati (uz)

## Prix et récompenses
En 1969, il est récompensé pour la qualité de ses réalisations par le gouvernement ouzbek.